# 배연구소
배연구소(-硏究所, Pear Research Station)은 대한민국 농촌진흥청의 소속기관이다.

## 연혁
- 1970년 4월 8일: 원예시험장 소속으로 나주지장 설치.[1]
- 1991년 11월 15일: 나주지장을 과수연구소 소속 나주배연구소로 개편.[2]
- 1994년 12월 23일: 원예연구소로 소속으로 변경.[3]
- 2004년 1월 29일: 배시험장으로 개편.[4]
- 2008년 10월 8일: 국립원예특작과학원 소속으로 변경.[5]
- 2015년 1월 6일: 배연구소로 개편.[6]